# Gontershausen
Gontershausen ist ein Stadtteil von Homberg (Ohm) im mittelhessischen Vogelsbergkreis.

## Geographie
Das Dorf liegt am Rande des Vogelsbergs. Im Ort treffen sich die Landesstraßen 3126 und 3289.
Nachbarorte
| Erfurtshausen | Nieder-Ofleiden                             | Neu-Ulrichstein |
| Haarhausen    | Kompassrose, die auf Nachbargemeinden zeigt | Appenrod        |
| Deckenbach    | Schadenbach                                 | Homberg         |

## Ortsgeschichte

### Mittelalter
Die älteste bekannte schriftliche Erwähnung von Gontershausen erfolgte im Jahr 1215. In der Urkunde des Staatsarchivs Marburg heißt es: „... bona quae sita sunt Gunthershusen“ (Güter, welche zu Gontershausen gelegen sind). Das Bestimmungsglied des Ortsnamens ist der Rufname Gunther. Also ist Gontershausen der Ort des Gunthers.
Die Besitzungen des Klosters Haina, von denen hier die Rede ist, bestanden aus einigen Äckern und einer Mühle. Diese Besitzungen wurden 1215 durch den Mainzer Erzbischof Siegfried II. von Eppstein bestätigt. Dabei scheint Gontershausen wesentlich älter zu sein. Der Ortsname ist charakteristisch für die frühe Rodungsperiode im 8. und 9. Jahrhundert im Ohmtal. So sind die Nachbarorte Ober-Ofleiden und Erfurtshausen bereits in dieser Zeit urkundlich erwähnt. Besagter Grundbesitz wurde von den Mönchen des Klosters Haina weiter ausgebaut. Das Kloster wurde im 14. Jahrhundert der größte Grundbesitzer im Dorf. Eine ortsansässige Ritterfamilie, die Ritter von Gontershausen, hatten hier nachweislich seit 1234 ihren Sitz.

### Neuzeit
Als das Kloster durch den Landgrafen Philipp den Großmütigen im Zuge der Reformation aufgehoben wurde, ging der Besitz in die Hände des Landgrafen über. Ein Salbuch von 1587 führt „Gontershausen“ an. Die Statistisch-topographisch-historische Beschreibung des Großherzogthums Hessen berichtet 1830 über Gontershausen:

„Gontershausen (L. Bez. Kirtorf) evangel. Filialdorf; liegt 2 3⁄4 St. von Kirtorf, hat 30 Häuser und 195 evangelische Einwohner. Die Gemarkung ist sehr fruchtbar.“

Hessische Gebietsreform (1970–1977)
Zum 1. Oktober 1971 wurde die bis dahin selbständige Gemeinde Gontershausen im Zuge der Gebietsreform in Hessen zeitgleich mit zehn weiteren Gemeinden auf freiwilliger Basis als Stadtteil in die Stadt Homberg (Ohm) – damals noch mit dem Namen Homberg (Kreis Alsfeld) – eingegliedert. Für alle durch die Gebietsreform nach Homberg eingegliederten Gemeinden und die Kernstadt wurden Ortsbezirke mit Ortsbeirat und Ortsvorsteher nach der Hessischen Gemeindeordnung gebildet.

### Verwaltungsgeschichte im Überblick
Die folgende Liste zeigt die Staaten und Verwaltungseinheiten, denen Gontershausen angehört(e):
- vor 1567: Heiliges Römisches Reich, Landgrafschaft Hessen, Amt Homberg an der Ohm
- ab 1567: Heiliges Römisches Reich, Landgrafschaft Hessen-Marburg, Amt Homberg an der Ohm[13]
- 1604–1648: Heiliges Römisches Reich, strittig zwischen Landgrafschaft Hessen-Darmstadt und Landgrafschaft Hessen-Kassel (Hessenkrieg)
- ab 1604: Heiliges Römisches Reich, Landgrafschaft Hessen-Darmstadt, Oberfürstentum Hessen, Amt Homberg an der Ohm[14]
- ab 1806: Großherzogtum Hessen,[Anm. 2] Fürstentum Oberhessen, Amt Homberg an der Ohm[15][16]
- ab 1815: Großherzogtum Hessen[Anm. 3], Provinz Oberhessen, Amt Homberg an der Ohm[17]
- ab 1821: Großherzogtum Hessen, Provinz Oberhessen, Landratsbezirk Kirtorf[18][Anm. 4]
- ab 1832: Großherzogtum Hessen, Provinz Oberhessen, Kreis Alsfeld
- ab 1848: Großherzogtum Hessen, Regierungsbezirk Alsfeld
- ab 1852: Großherzogtum Hessen, Provinz Oberhessen, Kreis Alsfeld
- ab 1867: Norddeutscher Bund[Anm. 5], Großherzogtum Hessen, Provinz Oberhessen, Kreis Alsfeld
- ab 1871: Deutsches Reich, Großherzogtum Hessen, Provinz Oberhessen, Kreis Alsfeld
- ab 1918: Deutsches Reich (Weimarer Republik), Volksstaat Hessen, Provinz Oberhessen, Kreis Alsfeld
- ab 1938: Deutsches Reich, Volksstaat Hessen, Landkreis Alsfeld[19][Anm. 6]
- ab 1945: Amerikanische Besatzungszone,[Anm. 7] Groß-Hessen, Regierungsbezirk Darmstadt, Landkreis Alsfeld
- ab 1946: Amerikanische Besatzungszone, Hessen, Regierungsbezirk Darmstadt, Landkreis Alsfeld
- ab 1949: Bundesrepublik Deutschland, Hessen, Regierungsbezirk Darmstadt, Landkreis Alsfeld
- ab 1971: Bundesrepublik Deutschland, Land Hessen, Regierungsbezirk Darmstadt, Landkreis Alsfeld, Stadt Homberg (Ohm)[Anm. 8]
- ab 1972: Bundesrepublik Deutschland, Hessen, Regierungsbezirk Darmstadt, Vogelsbergkreis, Stadt Homberg (Ohm)
- ab 1981: Bundesrepublik Deutschland, Hessen, Regierungsbezirk Gießen, Vogelsbergkreis, Stadt Homberg (Ohm)

### Gerichtszugehörigkeit seit 1803
In der Landgrafschaft Hessen-Darmstadt wurde mit Ausführungsverordnung vom 9. Dezember 1803 das Gerichtswesen neu organisiert. Für die Provinz Oberhessen wurde das Hofgericht Gießen als Gericht der zweiten Instanz eingerichtet. Die Rechtsprechung der ersten Instanz wurde durch die Ämter bzw. Standesherren vorgenommen und somit war für Gontershausen das „Amt Homberg an der Ohm“ zuständig. Nach der Gründung des Großherzogtums Hessen 1806 wurden die Aufgaben der ersten Instanz 1821 im Rahmen der Trennung von Rechtsprechung und Verwaltung auf die neu geschaffenen Landgerichte übertragen. „Landgericht Homberg an der Ohm“ war daher von 1821 bis 1879 die Bezeichnung für das erstinstanzliche Gericht in Homberg an der Ohm, das für Gontershausen zuständig war.
Anlässlich der Einführung des Gerichtsverfassungsgesetzes mit Wirkung vom 1. Oktober 1879, infolge derer die bisherigen großherzoglichen Landgerichte durch Amtsgerichte an gleicher Stelle ersetzt wurden, während die neu geschaffenen Landgerichte nun als Obergerichte fungierten, kam es zur Umbenennung in „Amtsgericht Homberg an der Ohm“ und Zuteilung zum Bezirk des Landgerichts Gießen. Am 15. Juni 1943 wurde das Gericht zur Zweigstelle des Amtsgerichtes Alsfeld, aber bereits wieder mit Wirkung vom 1. Juni 1948 in ein Vollgericht umgewandelt. Am 1. Juli 1968 erfolgte die Auflösung des Amtsgerichts Homberg und Gontershausen wurde dem Bereich des Amtsgerichts Kirchhain zugeteilt. 1973 wechselte die Stadt Homberg an der Ohm und mit ihr Gontershausen in den Zuständigkeitsbereich des Amtsgerichts Alsfeld.

## Bevölkerung

### Einwohnerstruktur 2011
Nach den Erhebungen des Zensus 2011 lebten am Stichtag dem 9. Mai 2011 in Gontershausen 201 Einwohner. Darunter waren 3 (1,5 %) Ausländer. Nach dem Lebensalter waren 36 Einwohner unter 18 Jahren, 75 zwischen 18 und 49, 45 zwischen 50 und 64 und 42 Einwohner waren älter. Die Einwohner lebten in 75 Haushalten. Davon waren 18 Singlehaushalte, 21 Paare ohne Kinder und 30 Paare mit Kindern, sowie 3 Alleinerziehende und keine Wohngemeinschaften. In 15 Haushalten lebten ausschließlich Senioren und in 48 Haushaltungen lebten keine Senioren.

### Einwohnerentwicklung
| • 1577: | 014 Hausgesesse mit drei Wagen.    |
| • 1791: | 125 Einwohner                      |
| • 1800: | 148 Einwohner                      |
| • 1806: | 157 Einwohner, 25 Häuser           |
| • 1829: | 195 Einwohner, 30 Häuser           |
| • 1867: | 206 Einwohner, 34 bewohnte Gebäude |
| • 1875: | 191 Einwohner, 33 bewohnte Gebäude |

| Gontershausen: Einwohnerzahlen von 1791 bis 2019 | Gontershausen: Einwohnerzahlen von 1791 bis 2019 | Gontershausen: Einwohnerzahlen von 1791 bis 2019 | Gontershausen: Einwohnerzahlen von 1791 bis 2019 | Gontershausen: Einwohnerzahlen von 1791 bis 2019 |
| --- | ------------------------------------------------ | ------------------------------------------------ | ------------------------------------------------ | ------------------------------------------------ |
| Jahr |                                                  |                                                  |                                                  | Einwohner                                        |
| 1791 | 1791                                             |                                                  | 125                                              | 125                                              |
| 1800 | 1800                                             |                                                  | 148                                              | 148                                              |
| 1806 | 1806                                             |                                                  | 157                                              | 157                                              |
| 1829 | 1829                                             |                                                  | 195                                              | 195                                              |
| 1834 | 1834                                             |                                                  | 185                                              | 185                                              |
| 1840 | 1840                                             |                                                  | 216                                              | 216                                              |
| 1846 | 1846                                             |                                                  | 228                                              | 228                                              |
| 1852 | 1852                                             |                                                  | 214                                              | 214                                              |
| 1858 | 1858                                             |                                                  | 221                                              | 221                                              |
| 1864 | 1864                                             |                                                  | 200                                              | 200                                              |
| 1871 | 1871                                             |                                                  | 213                                              | 213                                              |
| 1875 | 1875                                             |                                                  | 191                                              | 191                                              |
| 1885 | 1885                                             |                                                  | 180                                              | 180                                              |
| 1895 | 1895                                             |                                                  | 187                                              | 187                                              |
| 1905 | 1905                                             |                                                  | 196                                              | 196                                              |
| 1910 | 1910                                             |                                                  | 194                                              | 194                                              |
| 1925 | 1925                                             |                                                  | 188                                              | 188                                              |
| 1939 | 1939                                             |                                                  | 173                                              | 173                                              |
| 1946 | 1946                                             |                                                  | 271                                              | 271                                              |
| 1950 | 1950                                             |                                                  | 265                                              | 265                                              |
| 1956 | 1956                                             |                                                  | 218                                              | 218                                              |
| 1961 | 1961                                             |                                                  | 204                                              | 204                                              |
| 1967 | 1967                                             |                                                  | 200                                              | 200                                              |
| 1970 | 1970                                             |                                                  | 200                                              | 200                                              |
| 1980 | 1980                                             |                                                  | ?                                                | ?                                                |
| 1990 | 1990                                             |                                                  | ?                                                | ?                                                |
| 2000 | 2000                                             |                                                  | ?                                                | ?                                                |
| 2011 | 2011                                             |                                                  | 201                                              | 201                                              |
| 2015 | 2015                                             |                                                  | 184                                              | 184                                              |
| 2019 | 2019                                             |                                                  | 199                                              | 199                                              |
| Datenquelle: Historisches Gemeindeverzeichnis für Hessen: Die Bevölkerung der Gemeinden 1834 bis 1967. Wiesbaden: Hessisches Statistisches Landesamt, 1968. Weitere Quellen: LAGIS; Stadt Homburg (Ohm); Zensus 2011 |                                                  |                                                  |                                                  |                                                  |

### Historische Religionszugehörigkeit
| • 1829: | 195 evangelische (= 100 %) Einwohner                              |
| • 1961: | 186 evangelische (= 91,18 %), 12 katholische (= 5,88 %) Einwohner |

## Vereine
Das kulturelle Leben im Dorf prägen folgende Vereine:
- Freiwillige Feuerwehr Gontershausen
- Männergesangverein Ober-Ofleiden/Gontershausen
- Obst- und Gartenbau-Verein Gontershausen

## Persönlichkeiten
- Johannes Reuter (1768–1829), Ökonom, Abgeordneter der Zweiten Kammer der Landstände des Großherzogtums Hessen